# زاكاري كيرنكروس
زاكاري كيرنكروس (بالإنجليزية: Zachary Cairncross)‏ هو لاعب كرة قدم أسترالي في مركز قلب الدفاع، ولد في 26 ديسمبر 1989 في Liverpool, New South Wales ‏ في أستراليا. لعب مع سنترال كوست مارينرز وسيدني إف سي وماركوني ستاليونز ونادي بلاكتاون سيتي.